# Filipina i Konstancja Studzińskie
Filipina i Konstancja Studzińskie – siostry Zakonu Miłosierdzia, były pierwszymi kobietami na świecie, które w 1824 roku uzyskały tytuły magistra farmacji.
Filipina (ur. 10 kwietnia 1797 w Garwolinie, zm. 25 maja 1877 w Poznaniu) i Konstancja (ur. 1787 w Siemiatyczach, zm. 1853 w Warszawie) były rodzonymi siostrami. Ich ojciec Kajetan, matka Katarzyna Szarkiewicz. Filipina wstąpiła do Zgromadzenia Sióstr Miłosierdzia 15 stycznia 1813, seminarium odbyła w Warszawie. Od 1815 przebywała w Krakowie, gdzie razem z siostrą pracowały w aptece przy Generalnym Szpitalu św. Łazarza. Mając już dziesięcioletnią praktykę w zawodzie, wystąpiły do Uniwersytetu Jagiellońskiego o możliwość złożenia egzaminów umożliwiających im zdobycie tytułu magistra farmacji, ponieważ władze uniwersyteckie zarzucały im niekompetencję i starały się o to, aby zarządzanie apteką  przekazać dyplomowanym aptekarzom. Było to jak na owe czasy wydarzenie niezwykłe, kobiety, a zwłaszcza zakonnice, nie miały możliwości kształcenia się na wyższych uczelniach.
Uniwersytet wyraził zgodę na studia w trybie eksternistycznym. Siostry kształciły się pod okiem prof. Józefa Sawiczewskiego, który udzielał im lekcji m.in. z botaniki, zoologii i mineralogii w swojej aptece Pod Słońcem (w przytomności przyzwoitki). Egzamin magisterski również przeprowadzono nie na Uniwersytecie, lecz w szpitalu, w dodatku bez udziału prorektora i dziekana wydziału. W dniu 28 sierpnia 1824 roku siostry Studzińskie uzyskały tytuły magistra farmacji.
Był to precedens, ustawodawstwa innych krajów dopiero w latach 60. XIX wieku pozwoliły kobietom na studia farmaceutyczne, które jako studia zawodowe były pierwszym kierunkiem dozwolonym dla kobiet. Następnym razem Uniwersytet Jagielloński studentki farmacji przyjął dopiero w 1894 roku, były to Jadwiga Klemensiewicz, Janina Kosmowska i Stanisława Dowgiałło, które zakwalifikowały się spośród 64 kandydatek. Pierwsze studentki medycyny rozpoczęły naukę natomiast w 1900 roku. Pierwszą kobietą, która założyła własną aptekę była zaś Antonina Leśniewska. Pierwszy doktorat w historii polskiej farmacji uzyskała w 1939 roku Anna Peraus-Pilecka.
29 października 1825 Filipina wyjechała do Poznania i tam objęła opiekę nad apteką szpitalną, którą z powodzeniem prowadziła przez lata.